# 宝圩镇
宝圩镇，是中华人民共和国广东省茂名市化州市下辖的一个乡镇级行政单位。

## 行政区划
宝圩镇下辖以下地区：
宝圩社区、陈垌村、仓板村、宝圩村、龙埚村、巷口村、大塘村、茂坡村、调马村、西岸村和秧地坡村。